# Dysschema magdala
Dysschema magdala är en fjärilsart som beskrevs av Jean Baptiste Boisduval 1870. Dysschema magdala ingår i släktet Dysschema och familjen björnspinnare. Inga underarter finns listade i Catalogue of Life.